# شعبان (بني مطر)
شعبان هي إحدى قرى عزلة بنيسوار بمديرية بني مطر التابعة لمحافظة صنعاء، بلغ تعداد سكانها 655 نسمة حسب تعداد اليمن لعام 2004.